# Kistefoss Station
Kistefoss Station (Kistefoss stoppested) var en jernbanestation på Roa-Hønefossbanen, der lå i Ringerike kommune i Norge.
Stationen blev oprettet som holdeplads 1. oktober 1917. Den blev nedgraderet til trinbræt 15. juni 1952 og nedlagt 28. maj 1989. Stationsbygningen blev opført til åbningen i 1917. Den er nu revet ned.